# Heb medelij, Jet!
Heb Medelij, Jet is een Nederlandse speelfilm uit 1975 geregisseerd door Frans Weisz met in de hoofdrollen John Kraaijkamp sr. en Piet Römer.
De film gaat over twee vrienden die elkaar na tien jaar weer ontmoeten en de provincie intrekken om mensen op te lichten. Het budget van de film werd overschreden en de productiemaatschappij ging failliet. De film is gebaseerd op het boek Geef die mok eens door, Jet! van Heere Heeresma.

## Verhaal
Tim is handelsreiziger, op het eerste gezicht een keurige man, getrouwd met Jet en met twee kinderen. Niemand weet echter dat hij in het verleden minder zuiver op de graat was. Hij vormde toen een oplichtersduo met zijn vriend Bodde. Op zekere dag komt Tim Bodde weer tegen. De mannen hebben elkaar in tien jaar niet meer gezien. Ze vieren de hereniging uitbundig en Bodde vertelt dat hij nog altijd bezig is met zijn oplichterstrucs.
Bodde neemt 'Timmie', zoals hij zijn oude vriend noemt, weer op sleeptouw onder het roepen van de kreet: 'lachen, lachen, lachen". Samen maken ze een tocht door Friesland en later Brabant en Limburg. Onderweg lichten ze allerlei mensen op. Zo "bevrijden"  ze een bruidspaar van hun bruiloftscadeaus, doen ze zich voor als landmeters en weten ze voor 375 gulden een oud broodrooster als muziekdoos te verkopen aan een rijke dame. En passant verleiden ze de jonge onschuldige Friezin Aafke om met hen mee te trekken.
Tim begint zich echter steeds schuldiger te voelen. Hij had Jet, zijn vrouw, verteld dat het iets later zou worden, maar inmiddels is het wel heel laat geworden. Daarnaast is hij verliefd geworden op de mooie Aafke. Hij belt nog trouw vanuit iedere telefooncel die hij tegenkomt met de mededeling dat het weer later wordt, maar zijn excuses raken uitgeput.
Als Bodde probeert een verzameling tuinkabouters als religieuze beelden aan een pastoor te verkopen horen ze dat de politie op zoek is naar een oplichtersduo. Maar dat blijken Kwint en Dolores te zijn, een ander oplichtersduo. Die zijn bezig met hun Hutchinsoncrèmetruc.
Het avontuur van Tim eindigt als hij en Bodde Kwint en Dolores tegenkomen. Het duo probeert Bodde en Tim op te lichten en vice versa. Tim moet met lede ogen toezien hoe Kwint Aafke inpalmt en haar inlijft bij zijn 'bende'. Als Bodde ook vertrekt, maakt Tim zich op voor de terugkeer naar de warmte van zijn gezin. Hij weet nu dat het oplichtersbestaan niets voor hem is.

## Rolverdeling
| Acteur               | Personage              | Opmerkingen |
| -------------------- | ---------------------- | ----------- |
| Johnny Kraaykamp sr. | Tim                    | hoofdrol    |
| Piet Römer           | Bodde                  | hoofdrol    |
| Elsje de Wijn        | Aafke                  |             |
| Ton van Duinhoven    | Kwint                  |             |
| Ronny Bierman        | Dolores                |             |
| Henny Alma           | Moeder Terpstra        |             |
| Gerard Doting        | Vader Terpstra         |             |
| Bram Biesterveld     | Conducteur             |             |
| Marjon Brandsma      | Teuntje                |             |
| Rein Edzard de Vries | Palstra                |             |
| Ger van der Grijn    | Boer                   |             |
| Ellis van den Brink  | Nellie Steginga        |             |
| Georgette Hagedoorn  | Tante Hilde            |             |
| Jaap Hoogstra        | Pastoor                |             |
| Jan Juray            | Meneer Borstelmans     |             |
| Mimi Kok             | Vrouw in publiek       |             |
| Pieter Kroon         | Abe                    |             |
| Anny de Lange        | Mevrouw Van Haeften    |             |
| Pieter Lutz          | Ober                   |             |
| Sacco van der Made   | Winkelier              |             |
| Theo Pont            | Militaire politieagent |             |
| Tonny Popper         | Servent                |             |
| Jeanne Verstraete    | Beppe                  |             |
| Roelant Radier       | De hennepman           |             |
| Jan Teulings         | Oom                    |             |
| Gerard Thoolen       | Bruidegom              |             |
| Elly Weller          | Aafkes moeder          |             |
| Dick Wama            | Bas                    |             |

## Achtergrond
Auteur Heere Heeresma schreef in 1968 "Geef die mok eens door, Jet!, een avontuurlijk verhaal vol gruwel en geweld". Het boekje was bijzonder populair bij middelbare scholieren, vooral vanwege het onopgesmukte taalgebruik en uiteraard de geringe omvang. Dimitri Frenkel Frank schreef een scenario voor een speelfilm, waarbij hij het boek behoorlijk bewerkte. Van een ietwat treurig stemmende roman werd het een komedie, waarbij de naamloze hoofdfiguur een naam krijgt (Tim). Heeresma speelde geen rol bij de totstandkoming van het scenario, zoals kennelijk wel vaker gebruikelijk.
Producent Rob du Mée schreef mee aan het scenario en wilde het produceren. Du Mée had een aantal succesvolle films geproduceerd, zoals De inbreker (1972), The Family (1973), Mariken van Nieumeghen (1974) en Rooie Sien (1975) en wilde met Heb Medelij, Jet! of Heb Melij, Jet, zoals de film zou heten, een nieuwe parel toevoegen aan zijn successen. Hij vond regisseur Frans Weisz (die ook de regie had gedaan van De inbreker en Rooie Sien) bereid de regie in handen te nemen.
Weisz wilde graag Peter Faber en Rijk de Gooyer casten in de rollen van Tim en Bodde, maar Du Mée zag niets in Faber. John Kraaijkamp werd aangetrokken voor de rol van Bodde en de verwachting was dat De Gooyer en Kraaykamp net als in Zwaarmoedige verhalen voor bij de centrale verwarming (1975) weer samen zouden samenspelen. De Gooyer trok zich echter terug en vervolgens werd Piet Römer aangetrokken. Du Mée speelde nog even met het idee om Rudi Carrell en Piet Bambergen aan te trekken, maar liet het uiteindelijk bij Römer en Kraaykamp.

## Productie
De opnamen begonnen in een ruzieachtige sfeer. Weisz en Du Mée waren het vaak oneens en toen de opnamen eindelijk begonnen, nam Weisz uitgebreid de tijd. Het budget werd ruim overschreden en Park Films, de productiemaatschappij van Du Mée, ging failliet. De film deed het slecht in de bioscopen en werd alleen geprezen vanwege het prachtige camerawerk.
1896-1909 · 1910-19 · 1920-29 · 1930-39 · 1940-49 · 1950-59 · 1960-69 · 1970-79 · 1980-89 · 1990-99 · 2000-09 · 2010-19
· 2020-29